# Бърно
Бърно (на чешки: Brno; на немски: Brünn; на латински: Bruna; на идиш: ברין, Брин) е град в Югоизточна Чехия, център на Южноморавски край. Градът е втори по големина в страната с население около 377 028 души (по данни от 2016 г.). Разположен е при сливането на реките Свитава и Свратка.
След разпадането на Чехословакия в Бърно са разположени Конституционният и Върховният съд, както и Висшата прокуратура на Чешката република.

## История
За първи път се споменава през 11 век като замък; има данни, че районът е обитаван от 5 в. Има важно отбранително значение чак до средата на 19 век. Замъкът крепост Шпилберк е известен през този период като затвор на Австро-Унгария до 1858 г.
От края на 12 век е център на съставно княжество (тогава е наричан Бржетиславски град); през 1243 г. получава права на кралски свободен град, а в края на 13 век става резиденция на моравските маркграфове. От 14 век тук на всеки 2 години се събират моравските областни сеймове. По време на въстанието на хуситите градът остава верен на краля. През 1454 г. по заповед на краля са изгонени всички евреи.
Като владение на Хабсбургите (1526 – 1918) под името Брюн, градът е икономически и културен център на Моравия, ежегодно се провеждат международни панаири. По време на Тридесетгодишната война, два пъти е обсаждан (през 1643 и 1645 г.) от шведски войски; не се поддава и на пруските войски (1742). През 1777 г. става център на епископства.
Преживява бързо развитие на промишлеността през 19 век, сдобива се (1899 г.) със свой университет (Технологически университет). През 1918 г. влиза в състава на Чехословакия. Претърпява силни разрушения през Втората световна война. След 1945 г. мнозинството немци (около 1/3 от населението) са изгонени.

## Административно деление
Бърно се дели на 29 района:
1. Бохунице[5] (Bohunice)
2. Босонохи[6] (Bosonohy)
3. Бистрец[7] (Bystrc)
4. Черновице[8] (Černovice)
5. Хърлице[9] (Chrlice)
6. Ивановице[10] (Ivanovice)
7. Йехнице[11] (Jehnice)
8. Их[12] (Комаров(Komárov), Долни Хершпице (Dolní Heršpice), Хорни Хершпице (Horní Heršpice), Пржизрженице (Přízřenice), Търнита (Trnitá) (част))
9. Юндров[13] (Юндров (Jundrov) (част), Писарки (Pisárky) (част))
10. Книнички[14] (Kníničky)
11. Кохоутовице[15] (Кохотовице (Kohoutovice), Писарки(Pisárky) (част), Юндров(Jundrov) (част))
12. Комин[16] (Komín)
13. Кралово поле[17] (Черна Поле (Černá Pole) (част), Кралово Поле (Královo Pole), Понава(Ponava), Садова (Sadová)))
14. Лишен[18] (Líšeň)
15. Маломнержице а Обържани[19] (Маломержице (Maloměřice) (част), Обържани (Obřany)) (Maloměřice a Obřany)
16. Медланки[20] (Medlánky)
17. Нови Лисковец[21] (Nový Lískovec)
18. Оржешин[22] (Ořešín)
19. Ржечковице а Мокра хора[23] (Мокра Хора (Mokrá Hora), Ржечковице (Řečkovice)) (Řečkovice a Mokrá Hora)
20. Бърно Север[24] (Черна Поле (Černá Pole) (част), Хусовице (Husovice), Лесна (Lesná), Собиешице (Soběšice), Забърдовице (Zábrdovice) (част))
21. Слатина[25] (Slatina)
22. Стари Лисковец[26] (Starý Lískovec)
23. Бърно Стржед[27] (Център, Писарки (Pisárky) (част), Старо Бърно, Странице (Stránice), Щиржице (Štýřice), Вевержи (Veveří), Търнита (Trnitá) (част), Забърдовице (Zábrdovice) (част))
24. Туржани[28] (Бърненске Ивановице (Brněnské Ivanovice), Дворска (Dvorska), Холаски (Holásky), Туржани) (Tuřany)
25. Утехов[29] Útěchov
26. Винохради[30] (Жиденице (Židenice) (част), Маломержице (Maloměřice) (част) (Vinohrady)
27. Жабовржески[31] (Žabovřesky)
28. Жебетин[32] (Žebětín)
29. Жиденице[33] (Забърдовице (Zábrdovice) (част), Жиденице (Židenice) (част))

## Икономика
Днес Бърно е един от главните икономически центрове на Чехия. Най-важният отрасъл е тежкото машиностроене. Развити са химическата и полиграфическата промишленост, производството на стругове, турбини, селскостопански машини, електротехнически изделия и точни прибори. Има предприятия на текстилната, хранителната, циментовата промишленост, дървообработка и производство на мебели.
В града се провеждат международни панаири: промишлен (от 1926 г. с изложбена площ над 500 хил. кв. м), туристически, финансов и др. Бърно е крупен железопътен възел (първият влак пристига през 1839 г.).

## Население

### Етнически състав

#### Българи
Според данни на ДАБЧ към 17 ноември 2016 г. в Бърно има 4 организации на българите – 1 дружество, 1 училище, 2 фолклорни състава.

##### Дружества
|                                                  | Адрес | Дата на основаване | Дата на закриване | Уебсайт или блог |
| Българското културно-просветно сдружение в Бърно | ?     | 2002 г.            | –                 |                  |

##### Училища
|                                                     | Адрес                   | Дата на основаване | Дата на закриване | Уебсайт или блог        |
| Българско неделно училище „Св. св. Кирил и Методий“ | Nejedlého 5, 63800 Brno | 2015 г.            | –                 | bgschoolbrno.weebly.com |

##### Фолклорни състави
|                                                                          | Адрес | Дата на основаване | Дата на закриване | Уебсайт или блог |
| Танцов състав „Китка“ към Българско културно-просветно сдружение в Бърно | ?     | 2001 г.            | –                 |                  |
| Танцов състав „Пирин“ към Сдружение „Пирин“                              | ?     | 2001 г.            | –                 | pirin.cz         |

## Забележителности
В Бърно се намират редица центрове на науката и културата:
- Филиал на Чешката академия на науките,
- Университет „Томаш Масарик“,
- Академия на музикалните изкуства „Леош Яначек“,
- Моравска художествена галерия,
- музеи: градски, художествено-промишлен, национален технически и др.

Главните архитектурни паметници са в историческата централна част на града:
- готическа катедрала „Св. св. Петър и Павел“ (13 – 20 в.),
- църкви „Св. Якуб“ (13 – 16 в.), „Св. Томаш“ (14 – 17 в.), „Св. Ян“ (14 – 18 в.)
- готически стара (14 – 16 в.) и нова (16 – 17 в.) сгради на градската управа.
- многобройни сгради в стил ренесанс и барок (театър, 15 в.; Капуцински манастир, 17 в., с гробове на чешки аристократи).

Други:
- Вевержи – на брега на Бърненското водохранилище, на 13 km от центъра на града.

Към забележителните архитектурни съоръжения от 20 в. се отнасят сградите на Операта, Международния промишлен панаир, вила „Тугендхат“ (1929 – 1930). В августинския манастир в Бърно провежда своите опити Грегор Мендел. Недалеч се намира град Славков край Бърно, в чиито околности през 1805 г. се състои знаменитото сражение при Аустерлиц.

## Спорт
Градът има дълга история в моторните състезания, първото от които датира още от 1904 г. Недалеч от града се намира пистата за моторни спортове „Масарик“, на която се провеждат състезания от MotoGP, FIA GT, WTCC и Formula 2. Всеки юни се провеждат международни състезания с фойерверки, наречени „Игнис Бруненсис“ (Ignis Brunensis). Сред най-популярните спортове в града са хокей на лед, футбол, флорбол, тенис на корт. Няколко от спортните клубове на града играят във висшите лиги на Чехия по съответния спорт. Например, футболният отбор „Збройовка“, хокейният тим „Комета“, хандбалният KP „Бърно“, мъжкият и женският баскетболни отбори, четирите бейзболни отбора (AVG „Драчи“, „Хроши“, ВСК „Техника“ и МЗЛУ „Експрес“), отборът по американски футбол „Алигаторите“, двата отбора по ръгби (РК „Дракон“ и РК „Бистрец“), отборът по крикет и др. В район Медланки има авиоклуб за въздушни спортове, Добре развит е масовия спорт – тенис на корт, плуване, колоездене, бягане, пързаляне и др.
От 9 до 17 юни 2017 г. в Бърно се провежда Европейското първенство по минифутбол.

## Известни личности
Родени в Бърно
- Ойген фон Бьом-Баверк (1851 – 1914), икономист
- Курт Гьодел (1906 – 1978), математик
- Милан Кундера (р. 1929), писател
- Яна Новотна (р. 1968), тенисистка
- Томаш Полак (р. 1974), шахматист
- Ян Котера (1871 – 1923), архитект

Починали в Бърно
- Грегор Мендел (1822 – 1884), духовник, ботаник
- Иржи Махен – чешки писател

Други хора, свързани с Бърно
- Ангел Балевски (1910 – 1997), български учен, завършва инженерство през 1934
- Владимир Кабаиванов (р. 1917), български химик, следва химия през 1937 – 1939
- Алфонс Муха (1860 – 1939), художник, учи в града през 1871 – 1875

## Международни отношения

### Побратимени градове
Бърно е побратимен град или партньор с:
- Виена, Австрия
- Воронеж, Русия[37]
- Далас, САЩ
- Каунас, Литва[38]
- Лайпциг, Германия[39]
- Лийдс, Великобритания[40]
- Пловдив, България[41]
- Познан, Полша[42]
- Рен, Франция
- Санкт Пьолтен, Австрия[43]
- Утрехт, Нидерландия
- Харков, Украйна[44]
- Щутгарт, Германия[45]

### Консулства[46]
- Генерално консулство на Руската федерация[47]
- Генерално консулство на Словашката република
- Почетно консулство на Анголската република
- Почетно консулство на Република Еквадор
- Почетно консулство на Република Казахстан
- Почетно консулство на Литовската република
- Почетно консулство на Полската република
- Почетно консулство на Република Австрия
- Почетно консулство на Украинската република